# Club Deportivo Real Tomayapo
Maillots
Le Club Deportivo y Cultural Real Tomayapo appelé couramment Real Tomayapo est un club bolivien de football basé à Tarija.

## Histoire
Le club est fondé le 2 février 1999, il commence au niveau amateur . En 2012, le club joue en quatrième division bolivienne, en 2015 avec une nouvelle promotion il atteint la catégorie la plus élevée de la région. En 2019, le Real Tomayapo est promu en Copa Simón Bolívar, l'anti-chambre de la première division. Après avoir terminé premier de son groupe, le club atteint les demi-finales où il sera éliminé par le Real Santa Cruz.
Lors du tournoi Copa Simón Bolívar 2020, le club atteint la finale et gagnera aux tirs au but contre Independiente Petrolero pour sa première promotion en Division Profesional. Lors de sa première saison le club termine à la 13e place, alors que l'Independiente Petrolero, co-promu cette saison, remporte son premier titre de champion de Bolivie.

## Palmarès
- Copa Simón Bolívar :
  - Vainqueur en 2020